# 迪埃河畔托里涅
迪埃河畔托里涅（法語：Thorigné-sur-Dué，法語發音：[tɔʁiɲe syʁ dɥe]）是法国萨尔特省的一个市镇，属于马梅尔斯区。

## 地理
迪埃河畔托里涅（48°2'17"N, 0°32'11"E）面积18.99 平方千米，位于法国卢瓦尔河地区大区萨尔特省，该省份为法国西北部内陆省份，北起顺时针与奥恩省、厄尔-卢瓦省、卢瓦-谢尔省、安德尔-卢瓦尔省、曼恩-卢瓦尔省和马耶讷省接壤，是法国大西部的入口，连接卢瓦尔河谷、布列塔尼和巴黎盆地。
与迪埃河畔托里涅接壤的市镇（或旧市镇、城区）包括：迪诺、科内雷、尼耶勒雅莱、梅里兹河畔勒布雷伊、圣米歇尔德沙韦涅、多隆。

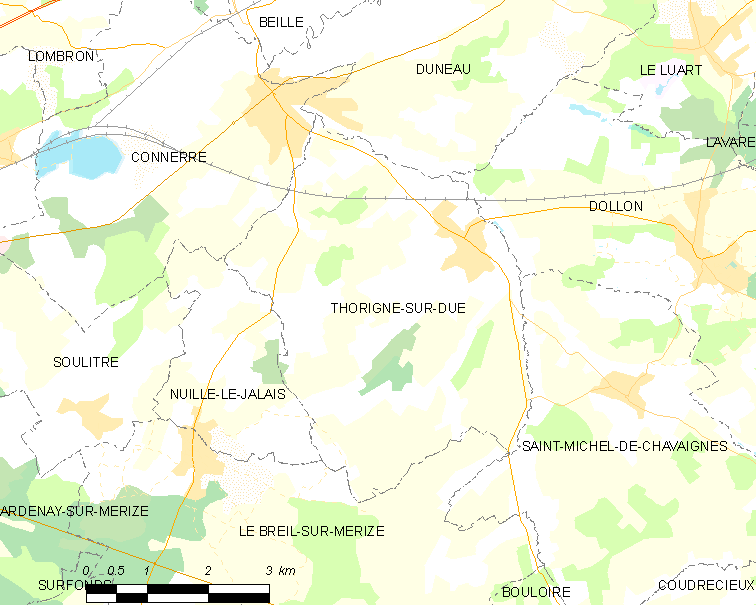
迪埃河畔托里涅的OSM定位图

迪埃河畔托里涅的时区为UTC+01:00、UTC+02:00（夏令时）。

## 行政
迪埃河畔托里涅的邮政编码为72160，INSEE市镇编码为72358。

## 政治
迪埃河畔托里涅所属的省级选区为圣卡莱县。

## 人口

1962-2008年间迪埃河畔托里涅人口变化图示

迪埃河畔托里涅于2022年1月1日时的人口数量为1653人。